# 穆罕默德·哈姆丹·达加洛
穆罕默德·哈姆丹·达加洛（阿拉伯语：محمد حمدان دقلو，羅馬化：Muẖammad H̱amdān Daqlu，1974年或1975年（50—51岁））将军，通常被称为哈米提（阿拉伯语：حميدتي，意为“小穆罕默德”），苏丹達爾富爾人，在2019年苏丹政变后担任過渡軍事委員會副主席。2019年8月21日，过渡军事委员将权力移交给由军方代表和文职官员共同组成的蘇丹主權委員會，哈米提成为了主权委员会的一员。

## 2023年苏丹冲突
2023年4月15日，达加洛的快速支援部隊对全国各地，包括首都喀土穆的苏丹武装部队的据点开展了攻击。此后，快速支援部队和苏丹军队在苏丹总统府和布尔汉将军的住所发生了冲突；达加洛和布尔汉皆声称其部队占领了该两处地点。同日，达加洛声称苏丹武装部队正在尝试重新扶持此前不久被推翻的奥马尔·巴希尔。16日，苏丹前总理阿卜杜拉·哈姆杜克尝试让达加洛和布尔汗通过一个停火协议。达加洛在Twitter上声称他的部队正在抵御苏丹的“极端伊斯兰主义者”。即使有偶尔的停火，冲突在22日仍在持续。
达加洛的快速支援部队接受了许多境外援助。俄罗斯的瓦格纳集团、利比亞國民軍的指挥官哈利法·贝加斯姆·哈夫塔尔以及阿拉伯联合酋长国对快速支援部队进行了军事供给、直升机以及武器的支援。世界卫生组织确认，在战斗发生的6天中，413人死亡，3551人受伤，11所医疗设施遇袭。